# Monte Casale (Gardaseeberge)
Der Monte Casale ist ein 1632 m s.l.m. hoher Berg in den Gardaseebergen im Trentino, Italien. 

## Lage und Beschreibung
Der Berg liegt am nördlichen Ende der Monte-Casale-Monte-Brento-Kette, die im Osten vom Sarcatal und im Westen von den Äußeren Judikarien eingegrenzt wird.
Der Casale erhebt sich mit einer etwa 1400 Meter hohen und etwa gleich breiten Ostwand über Pietramurata (254 m s.l.m.), einem Ortsteil der Gemeinde Dro im Sarcatal. Der Fluss verlässt hier sein enges, in West-Ost-Richtung verlaufendes Tal, um nach Süden in einen breiteren Talabschnitt zu wechseln. Die Nordseite fällt relativ steil zum Sarcatal ab. Die bewaldete Westseite des Berges fällt dagegen wesentlich flacher zum Lomaso ab. Sie ist Teil des UNESCO-Biosphärenreservats Ledroalpen und Judikarien. Durch die Wälder des Casale streift auch der Europäische Braunbär.
Vom aussichtsreichen Monte Casale sind nicht nur der Monte Bondone, Monte Baldo die Paganella, der Pasubio, die Fleimstaler Alpen, die Dolomiten, die Ledroalpen, die Adamello-Presanella-Alpen und die Brenta zu sehen, sondern auch die Seen Molveno, Terlago, Toblino, Santa Massenza, Cavedine und der Gardasee. Auf dem mit Wiesen bedeckten Gipfelplateau liegt nordwestlich des Gipfels das Rifugio Don Zio der Società degli Alpinisti Tridentini (SAT).
Von der senkrecht abfallenden Ostwand des Casale löste sich vor etwa 5300 ±860 Jahren ein Bergsturz, der auch die südlich angrenzenden Monte Granzoline und Monte Brento erfasste und zur Bildung der Marocche führte.

## Alpinismus
Durch die Ostseite führt, mit dem nach Che Guevara benannten Klettersteig, einer der längsten Klettersteige der Alpen. Mehrere Kletterrouten führen durch diese Wand. Es gibt aber auch eine sehr lohnende Wanderung; der Normalweg führt von Comano – einem Ortsteil von Comano Terme – zum Monte Casale.

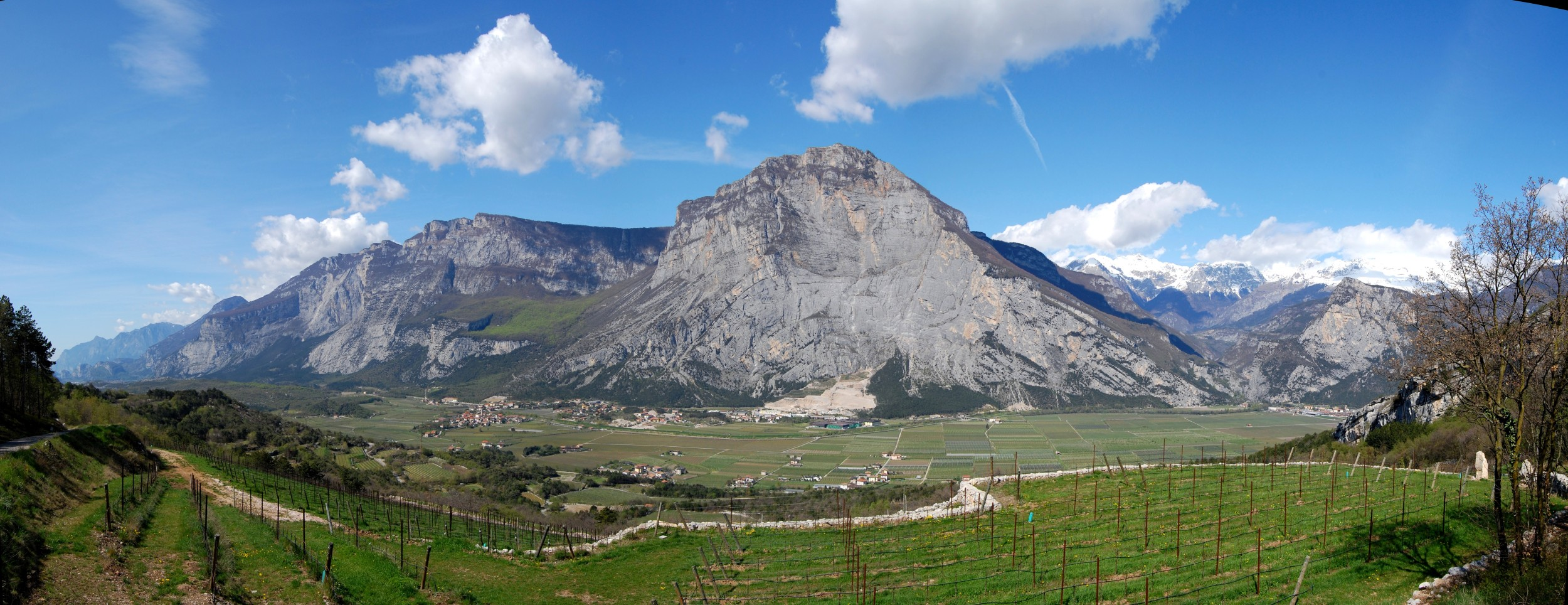
Panorama vom Monte Casale
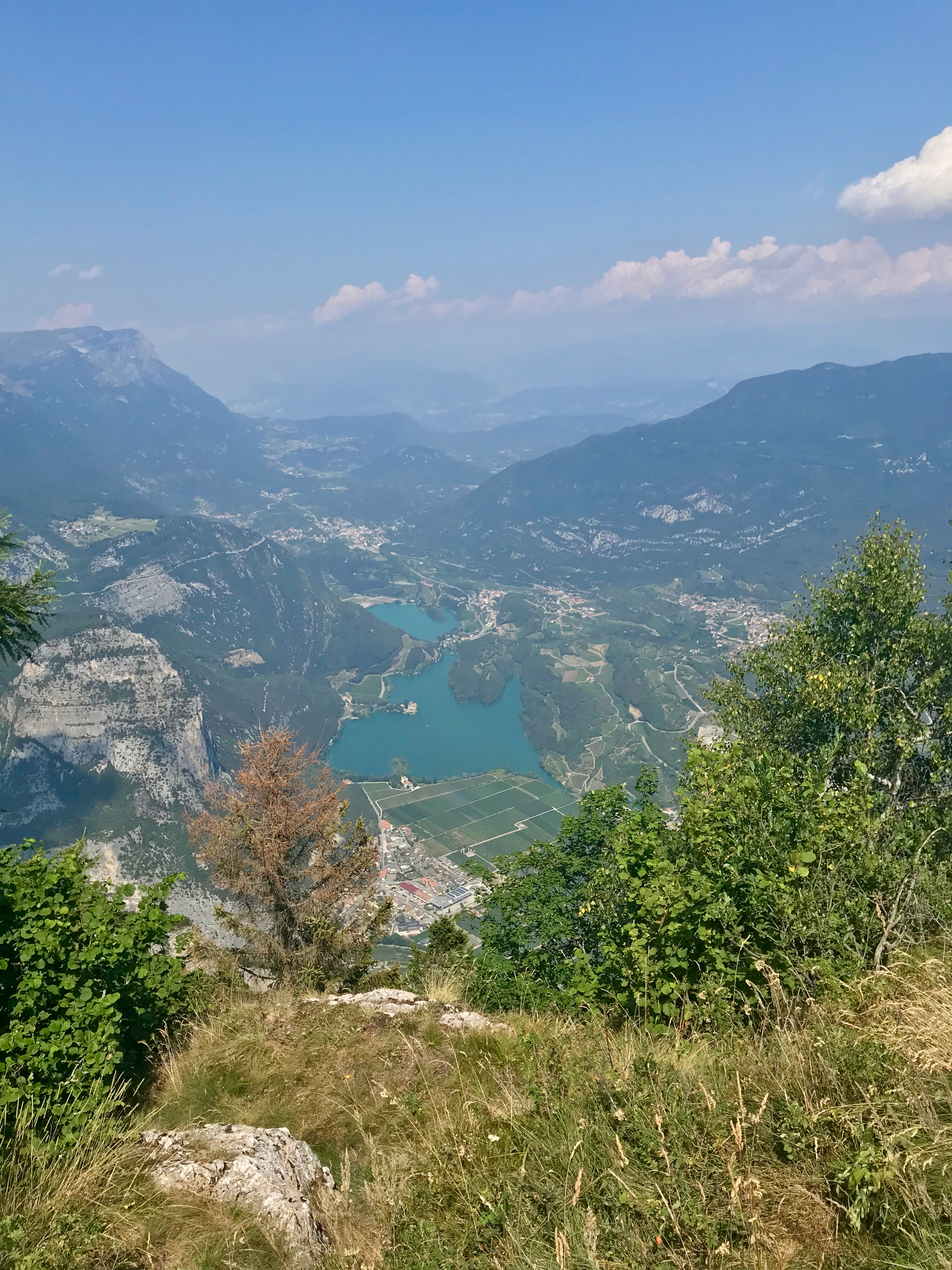
Blick vom Gipfel des Monte Casale in Richtung Norden zu den Seen Toblino und Santa Massenza
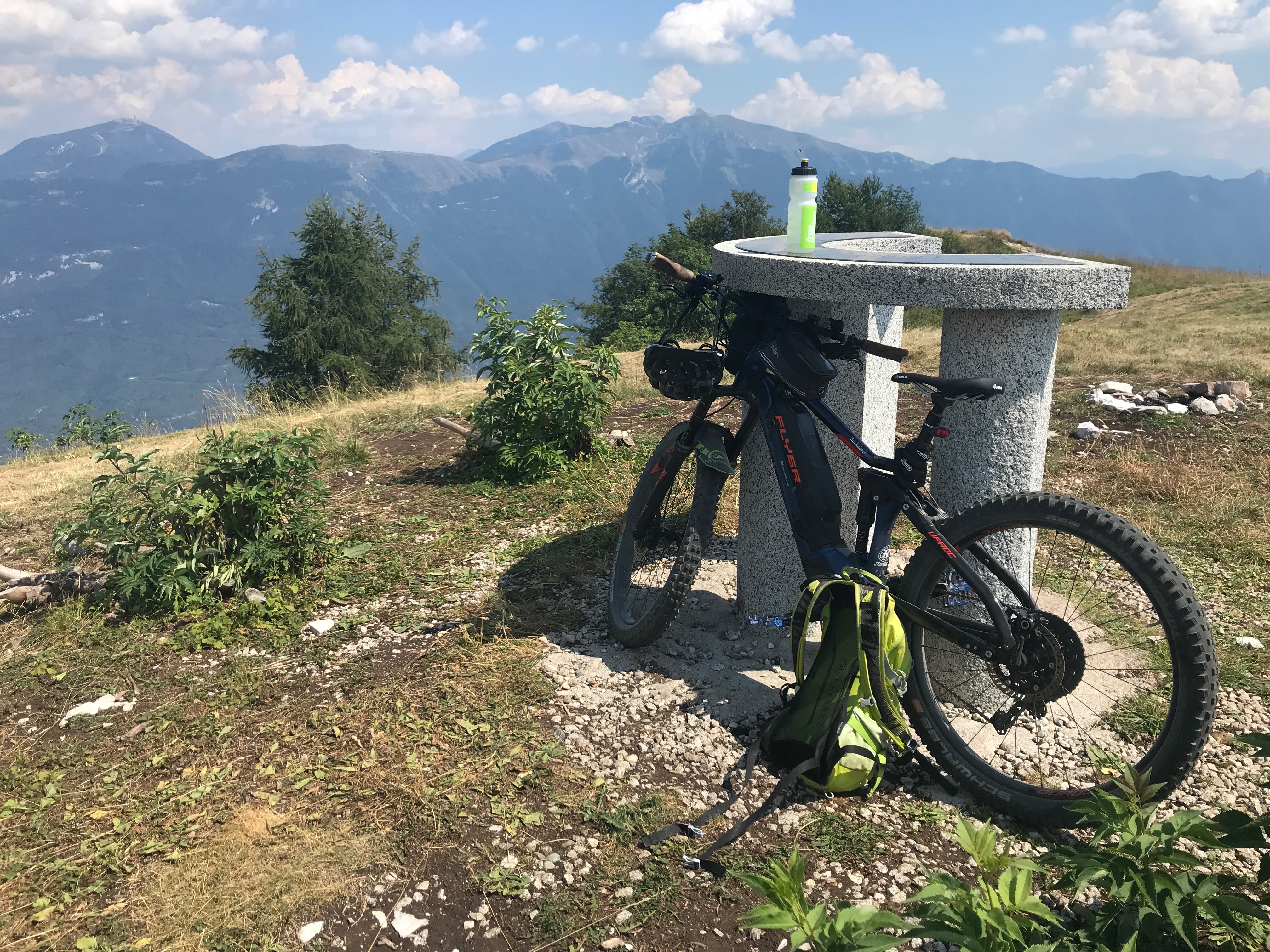
Der Grasgipel des Monte Casale (1632 m), auch mit dem Mountainbike gut erreichbar
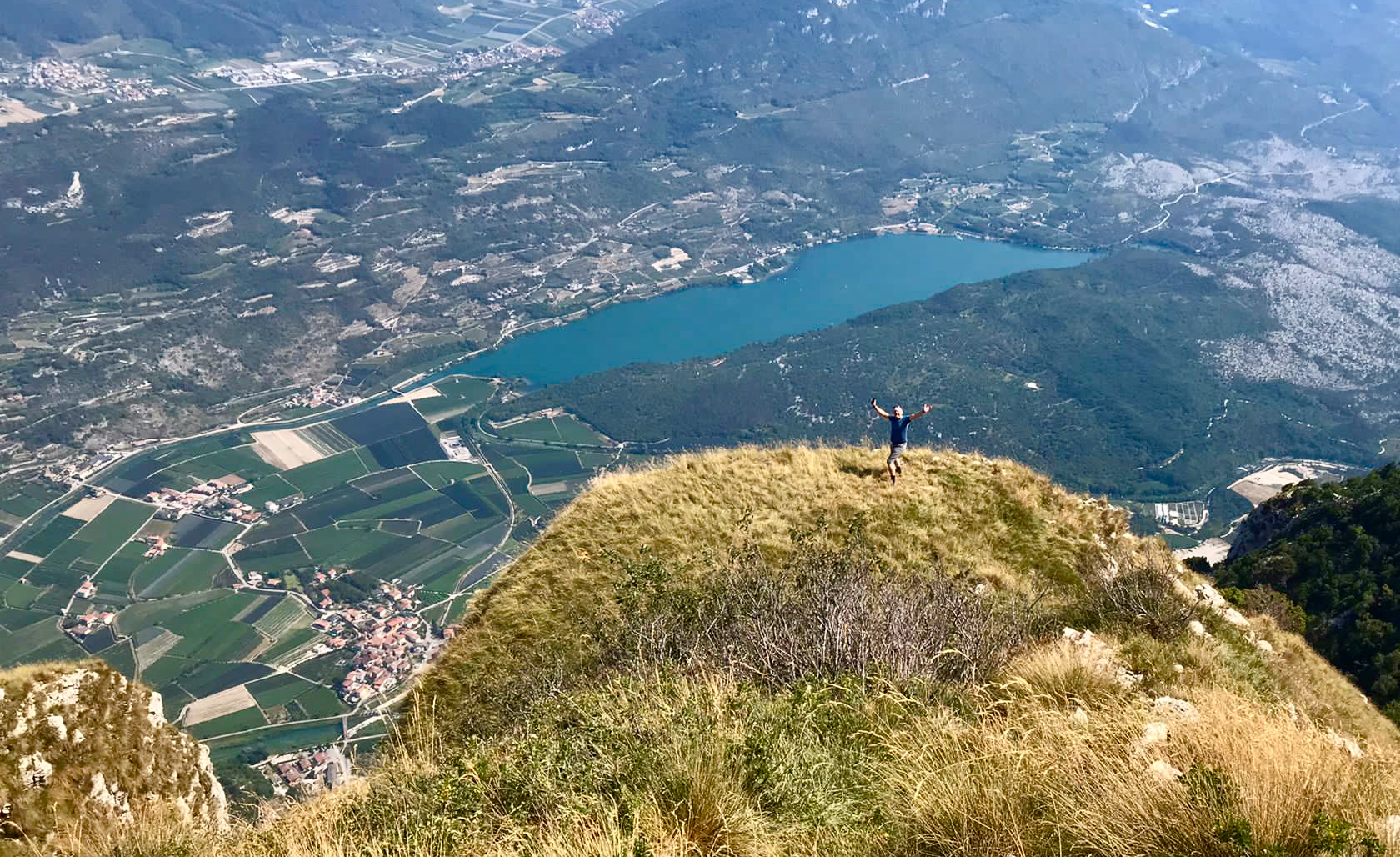
Blick vom Gipfel des Monte Casale zum Lago di Cavedine und auf das Bergsturzgebiet der Marocche